# AqME (album)
Albums de AqME
Dévisager Dieu
(2014) Requiem
(2019)
AqME est le huitième album studio du groupe de rock alternatif français AqME, sorti le 22 septembre 2017 sur le label AT(h)OME.

## Liste des titres
| No  | Titre                              | Durée |
| --- | ---------------------------------- | ----- |
| 1.  | Ensemble                           | 2:00  |
| 2.  | Tant d'années                      | 3:02  |
| 3.  | Refuser le silence                 | 3:43  |
| 4.  | Enfant du ciel                     | 4:50  |
| 5.  | Rien ne nous arrêtera (avec Reuno) | 3:23  |
| 6.  | Si loin                            | 5:22  |
| 7.  | Tout est supplice                  | 2:42  |
| 8.  | Un damné                           | 3:46  |
| 9.  | Meurs !                            | 5:05  |
| 10. | Une promesse                       | 6:51  |
| 11. | Se souvenir                        | 4:34  |
| 12. | M.E.S.S.                           | 6:03  |

## Crédits
- Vincent Peignart-Mancini — chant
- Julien Hekking — guitare
- Charlotte Poiget — basse
- Etienne Sarthou — batterie